# Viktor Ilyin
Viktor Ilyin (em russo:  Виктор Ильин; nascido em 1932) é ex-um ciclista soviético.
Competiu pela União Soviética nos Jogos Olímpicos de Melbourne 1956, na prova de perseguição por equipes (4 000 m).